# Маргарет Мур
Маргарет Мур (на английски: Margaret Moore) е канадска писателка на произведения в жанра исторически любовен роман.

## Биография и творчество
Маргарет Мур е родена на 21 август 1956 г. в Ниагара Фолс, Онтарио, Канада. Започва да измисля истории от ранна възраст. Завършва с отличие специалност „Английска филология“ в Университета на Торонто. След дипломирането си работи известно време в Кралския резерват на Военноморските сили на Канада, а след това в дребен бизнес. За да увеличи доходите си, решава да започне да пише любовни романи.
Първият ѝ исторически любовен роман „Сърце на войн“ (A Warrior's Heart) от поредицата „Войн“ е издаден през 1992 г.
Маргарет Мур живее със семейството си в Торонто.

## Произведения
частично представяне

### Самостоятелни романи
- China Blossom (1992)[1][2]
- The Duke's Desire (2000)
- Gwyneth and the Thief (2002)
- Knight of Passion (2004) – ел.книга
Рицарят на Розамунд, фен-превод (2015)
- The Warlord's Bride (2008)
- A Marriage of Rogues (2017)

### Серия „Войн“ (Warrior)
1. A Warrior's Heart (1992)[1][2]
2. A Warrior's Quest (1993)
3. A Warrior's Way (1994)
4. The Welshman's Way (1995)
5. The Norman's Heart (1996)
6. The Baron's Quest (1996)
7. A Warrior's Bride (1997)
8. A Warrior's Honor (1998)
9. A Warrior's Passion (1998)
10. The Welshman's Bride (1999)
11. A Warrior's Kiss (2000)
12. The Overlord's Bride (2001)
13. A Warrior's Lady (2002)
14. In the King's Service (2003)

### Серия „Братя по оръжие“ (Brothers-in-Arms)
1. Bride of Lochbarr (2004)[1][2]
2. Lord of Dunkeathe (2005)
3. The Unwilling Bride (2005)
4. Hers to Command (2006)
5. Hers to Desire (2006)
6. My Lord's Desire (2007)
7. The Notorious Knight (2007)
8. Knave's Honor (2007)

### Серия „Рицарски награди“ (Knights' Prizes)
1. Castle of the Wolf (2014)[1][2]
2. Bride for a Knight (2014)
3. Scoundrel of Dunborough (2015)

### Новели
- The Welsh Lord's Mistress (2009)

### Документалистика
- Organize Your Mind, Organize Your Life (2011)